# Gymnothorax obesus
Gymnothorax obesus es una especie de pez de la familia de los morénidas en el orden de los Anguilliformes.

## Morfología
Los machos pueden llegar a alcanzar los 180 cm de longitud total.

## Distribución geográfica
Se encuentra en Australia y Nueva Zelanda y otras islas en la Polinesia, como la isla de Pascua.